# Новеллини, Адриано
Адриано Новеллини (итал. Adriano Novellini; род. 2 сентября 1948, Мариана-Мантована, Ломбардия) — итальянский футболист, полузащитник.

## Карьера
Во взрослом футболе дебютировал в 1967 году в клубе «Аталанта», с котором в первом же сезоне начал выступать в матчах Серии A. Всего в клубе Новеллини провёл три сезона своей игровой карьеры, зарекомендовав себя перспективным полузащитником.
Летом 1970 года он был куплен клубом «Ювентус». В то же время к клубу присоединились Фаусто Ландини, Джанлуиджи Савольди, Лучано Спинози и Джузеппе Дзанибони. В матчах Кубка ярмарок 1970/1971 Новеллини оформил хет-трик в первом туре против люксембургского «Рюмеланжа», а позже забил гол в ворота голландского «Твенте», который определил выход команды в полуфинал. В следующем сезоне «Ювентус» стал обладателем чемпионского титула.
В октябре 1972 года он был продан в «Болонью», с которой в сезоне 1973/74 завоевал Кубок Италии. В следующем году он перешёл в «Кальяри», а летом 1975 года на два сезона стал игроком «Палермо».
В дальнейшем Новеллини выступал за «Иглесиас», где играл уже не так активно. Завершил карьеру футболиста в 1981 году в клубе «Карбония».

## Достижения
«Ювентус»
- Чемпион Италии: 1971/72

«Болонья»
- Обладатель Кубка Италии: 1973/74